# Stromatoneurospora phoenix
Stromatoneurospora phoenix är en svampart som först beskrevs av Kunze, och fick sitt nu gällande namn av S.C. Jong & E.E. Davis 1973. Stromatoneurospora phoenix ingår i släktet Stromatoneurospora och familjen kolkärnsvampar.   Inga underarter finns listade i Catalogue of Life.